# Кузминов, Михаил Яковлевич
Михаил Яковлевич Кузминов (1 декабря 1910 — 26 ноября 1995) — командир 48-го стрелкового полка 38-й стрелковой дивизии 40-й армии Воронежского фронта, майор.

## Биография
Родился 1 декабря 1910 года в селе Медвежьем Ставропольской губернии Российской империи.
В Красной Армии с 1932 года. В 1938 году окончил курсы младших лейтенантов при Бакинском пехотном училище, служил помощником начальники отдела караульной и наружной службы при военной комендатуре столицы Грузии города Тбилиси. В боях Великой Отечественной войны с января 1942 года.
25 сентября 1943 года организовал форсирование реки Днепр вверенным ему полком у села Григоровка Каневского района Черкасской области Украины. 26 сентября 1943 года возглавил оборону главной высоты с отметкой «244.5» у Григоровки.
Указом Президиума Верховного Совета СССР «О присвоении звания Героя Советского Союза генералам, офицерскому, сержантскому и рядовому составу Красной Армии» от 10 января 1944 года за «образцовое выполнение боевых заданий командования на фронте борьбы с немецко-фашистскими захватчиками и проявленные при этом отвагу и геройство» был удостоен звания Героя Советского Союза с вручением ордена Ленина и медали «Золотая Звезда».
После войны продолжал службу в армии. С 1961 года в отставке. Жил в городе Винница, Украина. Умер в 1995 году.